# Judgment Day (2008)
L’édition 2008 de Judgment Day est une manifestation de catch (lutte professionnelle) télédiffusée et visible uniquement en paiement à la séance. L'événement, produit par la World Wrestling Entertainment (WWE), a eu lieu le 18 mai 2008 dans la salle omnisports Qwest Center à Omaha, dans le Nebraska. Il s'agit de la dixième édition de Judgment Day, pay-per-view annuel. Triple H est la vedette de l'affiche officielle.
Sept matchs, dont quatre mettant en jeu les titres de la fédération, ont été programmés. Chacun d'entre eux est déterminé par des storylines rédigées par les scénaristes de la WWE ; soit par des rivalités survenues avant le pay-per-view, soit par des matchs de qualification en cas de rencontre pour un championnat. L'événement a mis en vedette les catcheurs des divisions Raw, SmackDown et ECW créées en 2002 lors de la séparation du personnel de la WWE en deux promotions distinctes.
Le main event de la soirée est un Steel Cage Match, match se déroulant dans une cage, pour le championnat de la WWE, dans lequel un catcheur doit, soit sortir de la cage, soit de faire le tombé ou faire abandonner son adversaire. Triple H, le champion en titre, remporte le match contre Randy Orton. La rencontre pour le championnat du monde poids lourds de la WWE oppose The Undertaker à Adam Copeland dans un Match Simple. Ce dernier se disqualifie volontairement par décompte à l'extérieur, et ce, afin de conserver son titre. Undertaker remporte le match par disqualification. Cependant, un titre ne peut être gagné que par tombé ou soumission. Le titre est donc toujours vacant. Un peu plus tôt dans la soirée, les champions par équipe John Morrison et The Miz affrontent l'équipe composée de CM Punk et du champion de l'ECW, Kane pour le championnat par équipe. La rencontre se termine par une victoire des champions Miz et Morrison, qui conserve donc leurs ceintures. Enfin, la championne féminine Mickie James défend son titre, le championnat féminin de la WWE dans un Triple Threat Match contre Beth Phoenix et Melina. Le match est remporté par James qui conserve son titre.
11 000 personnes ont réservé leur place pour assister au spectacle. Le DVD du spectacle est sorti au début du mois de juin 2008. Judgment Day a reçu un bilan très très mitigé des critiques.

## Contexte
Les spectacles de la World Wrestling Entertainment en paiement à la séance sont constitués de matchs aux résultats prédéterminés par les scénaristes de la WWE. Ces rencontres sont justifiées par des storylines — une rivalité avec un catcheur, la plupart du temps — ou par des qualifications survenues dans les émissions de la WWE telles que Raw, SmackDown et ECW. Tous les catcheurs possèdent un gimmick, c'est-à-dire qu'ils incarnent un personnage gentil ou méchant, qui évolue au fil des rencontres. Un pay-per-view comme Judgment Day est donc un événement tournant pour les différentes storylines en cours.

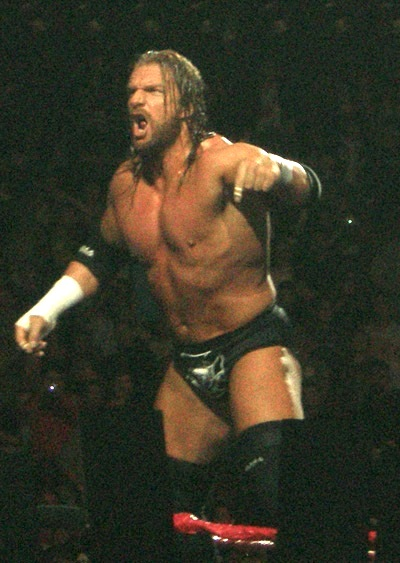
Triple H affronte Randy Orton dans un Steel Cage match.

### Triple H contre Randy Orton
Le main event de Judgment Day est le macth entre le champion de la WWE Triple H qui défend son titre contre Randy Orton dans un Steel Cage Match, match où le ring est entouré par une cage en acier. La rivalité du match a commencé après Backlash, où Triple H a éliminé Orton en dernier dans un Fatal Four Way match, impliquant également John Cena et John "Bradshaw" Layfield (JBL), pour gagner le championnat de la WWE,. La nuit suivante à RAW, le général manager William Regal, a arrêté un match pour le titre entre Orton et Triple H, et a réservé un match entre les deux dans un Steel Cage match pour le WWE Championship, à Judgment Day.

### The Undertaker contre Edge
Le match prédominant de la division SmackDown est celui entre The Undertaker et Edge pour le championnat du monde poids-lourd. À Backlash, l'Undertaker a battu Edge pour conserver le titre grâce à son Hell's Gate, une prise qui peut provoquer des saignements au niveau de la bouche. Le 2 mai à SmackDown, la générale manager Vickie Guerrero a dépouillé l'Undertaker du titre, après avoir porté le Hell's Gate qui était une prise de soumission. La semaine suivante, Guerrero a réservé un match entre Undertaker et Edge pour le titre à Judgment Day, après avoir éliminé Batista dans une Bataille royale.

### Chris Jericho contre Shawn Michaels
Un autre match de la soirée a impliqué Shawn Michaels et Chris Jericho dans un match de simple. À Backlash, Michaels défait Batista (avec Jericho comme arbitre spécial) dans un match inter-promotionnelle. Pendant le match, Michaels a contré une Batista Bomb, et semblait s'être légèrement blessé son genou gauche.Le 28 avril à RAW, Jericho a affirmé que Michaels a truqué sa blessure au genou pour lui permettre de vaincre Batista à Backlash, une affirmation que Michaels a nié,. La semaine suivante, il a été annoncé que Jericho ferait face à Michaels dans un match simple à Judgment Day. Le 12 mai, Jericho a offert ses excuses à Michaels pour l'avoir accusé d'avoir orchestré une blessure, ainsi que de donner à Michaels la possibilité de revenir en arrière de leur match. Michaels a révélé qu'il a effectivement orchestré sa blessure au genou.

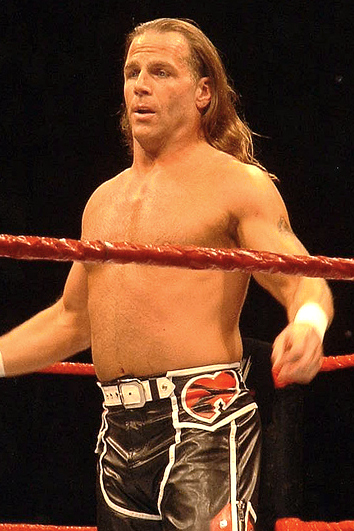
HBK remporte sa rencontre avec Chris Jericho.

### John Cena contre JBL
Une autre rivalité de la division RAW était celle entre John Cena et JBL. Dans le Fatal Four-Way Elimination match à Backlash, Cena éliminé JBL en lui faisant son STFU. Le 28 avril à RAW, JBL a contesté un match entre lui et Cena à Judgment Day, qui a été accepté.

### Mickie James contre Melina contre Beth Phoenix
La rivalité des Divas de la division RAW était celle entre Mickie James, Beth Phoenix et Melina pour le WWE Women's Championship. Le 14 avril, James a battu Phoenix pour remporter le titre. Phoenix a reçu un match revanche le 5 mai, mais elle a été battue après que Melina ait accidentellement frappée Phoenix avec sa botte. La semaine suivante à RAW, Phoenix et Melina ont été vaincues par James et Maria après que Phoenix a abandonné Melina. Melina est par la suite attaquée en coulisse par Phoenix.

## Déroulement du spectacle
Généralement, avant qu'un spectacle de catch ne démarre, la fédération organisatrice met en place un ou plusieurs matchs non télévisés destinés à chauffer le public. Hardcore Holly et Cody Rhodes, ont battu Santino Marella et Carlito afin de conserver leurs WWE World Tag Team Championship. Le combat a duré quatre minutes et vingt secondes.

### Match préliminaires
Le premier match télévisé était entre celui John Cena et John "Bradshaw" Layfield (JBL). JBL a dominé la plupart du temps durant le match, comme il a commencé à travailler sur l'épaule droite de Cena. Vers le milieu du match, Cena a essayer de soulever JBL pour lui faire son FU, mais Cena s'est effondré. Cena a essayé d'éviter les assauts de JBL. JBL a également appliqué de nombreuses prises de soumission sur Cena. JBL a effectué le Clothesline from Hell sur Cena. JBL s'est précipité pour faire un autre Clothesline from Hell, mais Cena a évité le mouvement et lui a fait son FU, pour obtenir la victoire sur JBL.
Le prochain match était pour le WWE Tag Team Championship, où les champions, John Morrison et The Miz, ont défendu leurs titre contre Kane et CM Punk. Le match a commencé avec Kane et Punk dans la majorité du match. Punk a exécuté dans le match, Shining Wizard, suivi d'un Running Bulldog. En dehors du ring, Kane a fait un Chokeslam sur le Miz, Punk s'est distrait en regardant l'action. Morrison a pris l'avantage, et lui a fait le Moonlight Drive, puis le tombé, donnant la victoire à lui et au Miz.

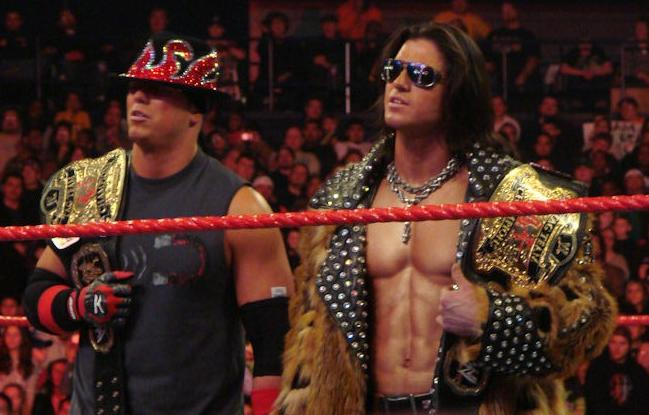
Miz & Morrison conservent leur championnat par équipe.

Le match qui a suivi était celui entre Shawn Michaels et Chris Jericho. Le début du match a vu Michaels et Jericho échanger plusieurs tentatives de tombé avant que Michaels a appliqué une modification du Figure-Four leglock, mais Jericho se libéra. Jericho a appliqué son Walls of Jericho, bien que Michaels a attrapé la première corde. Jericho a tenté d'effectuer la soumission une seconde fois, mais Michaels a attrapé Jéricho et a répliqué avec un straddle pin pour remporter la victoire. Après le match, les deux hommes se serrent la main.
Le quatrième match était le Triple Threat match pour les championnats féminins de la WWE, où Mickie James a défendu son titre contre Beth Phoenix et Melina. Le match a commencé avec James qui tentée un roll-up sur Melina, bien que Phoenix ait effectué un coup de la corde à linge sur James. Dans le match, James a effectué un splash sur Phoenix. Phoenix a essayé d'effectuer un backbreaker, dans laquelle elle a placé James et Melina au-dessus de ses épaules, bien que Phoenix n'a pas exécutée le mouvement, puisque Melina a réussi à se libérer de l'emprise et de jeter Phoenix en dehors du ring. Le match se conclut lorsque James a effectué le Mickie-DDT sur Melina, remportant ainsi le match et conserve donc son titre.

### Match principaux
Le prochain match était pour le titre vacant, le World Heavyweight Championship, entre The Undertaker et Edge. Le match est allé, à la fois dans et hors du ring dès le début, avec les deux concurrents jetant les uns les autres dans le ring. L'Undertaker instinctivement essayé d'appliquer le Hell's Gate sur Edge, mais l'arbitre a fait briser la prise qui est illégale. Edge a ensuite tenté de faire l'un des mouvements de l'Undertaker, le Old School, mais l'Undertaker a contré le mouvement. Dans le match, les associés de Edge, Curt Hawkins et Zack Ryder, ont distrait l'Undertaker après avoir effectué un Old School sur Edge. Cette distraction conduit Edge pour enlever l'une des mousses du coin du ring. L'Undertaker a jeté Edge sur le tendeur supérieur, la tête première. Comme l'Undertaker s'est balancé dans les cordes, Edge l'a attrapé avec un shoukder block takedown. Ensuite, Edge a fait un coup de la corde à linge à l'Undertaker à l'extérieur du ring. Undertaker a pris l'avantage sur la barricade de sécurité avec une corde à linge pendant que l'arbitre a commencé le compte de 10. Les deux hommes ont eu du mal à ramper vers le ring. L'Undertaker attrapa Edge au nombre de huit. Il est, ensuite, entré dans le ring et a battu le compte de 10 afin de remporter le match par countout et la ceinture.

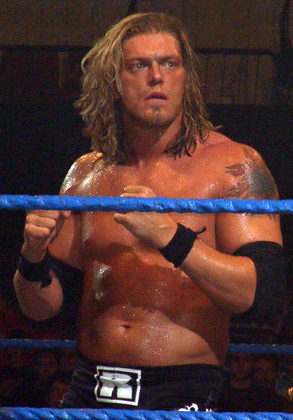
Edge perd son match par décompte à l’extérieur, contre l'Undertaker.

Le sixième match était entre Montel Vontavious Porter (MVP) et Jeff Hardy. MVP a rapidement dominé Hardy en début de match. Hardy a essayé de revenir avec un mule kicik dans le coin, mais MVP s'est enlevé, conduisant Hardy à se planter le visage en premier. MVP contrôlé Hardy durant la plupart du match, jusqu'à ce que Hardy lui a fait un double-kick dans un coin. Hardy a effectué une Swanton Bomb sur MVP, mais MVP s'est enlevé. MVP a essayé d'effectuer un running big boot, mais Hardy a répliqué avec un  drop toe hold. Hardy gagne le match, après avoir effectué un Whisper in the Wind.
Le main-event du spectacle était le Steel Cage match pour le WWE Championship, où Triple H a défendu le titre contre Randy Orton. Pendant le début du match, Triple H a gagné l'avantage sur Orton, il a levé son genou et a frappé Orton dans la bouche, Orton commença alors à saigner. Orton est revenu avec un coup de pied à l'intestin avant de commencer à vouloir sortir car la porte de la cage était ouverte, mais Triple H l'a empêché de fuir. Triple H a pris le contrôle comme il a bloqué le genou de Orton avec un chop block, et a appliqué sur un figure-four leglock. Après que Orton ait cassé la prise, il a rampé jusqu'à la porte de la cage pour s'échapper, mais Triple H l'a attrapé et l'a laissé à l'intérieur. Mais, Orton a réussi à attraper une chaise en acier qui se trouvait sur le plancher. Orton a essayé de frapper Triple H avec la chaise, mais Triple H a réussi à éviter le coup. Triple H a saisi la chaise pour frapper Orton avec, mais Orton l'a frappé. Orton a suivi avec un coup de chaise sur le dos de Triple H et a effectué un DDT. Tout au long du match, Orton a essayé s'échapper de la cage, mais n'a pas été en réussite de le faire, car Triple H l'a traîné dans le ring avant qu'il sorte, à chaque fois. Le match a pris fin quand Orton a essayé de faire un Punt Kick, cependant, Triple H a saisi la chaise et a frappé Orton tête la première. Triple H suivi par un Pedigree. Triple H a fait le tombé à Orton pour la victoire.

## Tableaux des résultats
| #                                                                | Match                                                                        | Stipulation                                                            | Durée |
| ---------------------------------------------------------------- | ---------------------------------------------------------------------------- | ---------------------------------------------------------------------- | ----- |
| Dark                                                             | Hardcore Holly et Cody Rhodes battent Santino Marella et Carlito.            | Tag Team Match pour le World Tag Team Championship.                    | N/A   |
| 1                                                                | John Cena bat JBL                                                            | Match simple                                                           | 15:03 |
| 2                                                                | John Morrison et The Miz (c) battent CM Punk & Kane                          | Tag Team Match pour le WWE Tag Team Championship                       | 7:12  |
| 3                                                                | Shawn Michaels bat Chris Jericho                                             | Match simple                                                           | 15:56 |
| 4                                                                | The Undertaker bat Edge par décompte extérieur mais ne remporte pas le titre | Match simple pour le WWE World Heavyweight Championship laissé vacant. | 16:15 |
| 5                                                                | Mickie James (c) bat Beth Phoenix et Melina                                  | Triple Threat Match pour le WWE Women's Championship                   | 6:14  |
| 6                                                                | Jeff Hardy bat MVP                                                           | Match simple                                                           | 9:42  |
| 7                                                                | Triple H (c) bat Randy Orton                                                 | Steel Cage Match pour le WWE Championship.                             | 21:11 |
| (c) désigne le(s) champion(s) défendant son titre dans le match. |                                                                              |                                                                        |       |

## Conséquences
La nuit suivante à RAW, William Regal a annoncé que le main-event de la soirée serait un Tag Team Match opposant Triple H et John Cena contre Randy Orton et JBL,, dans lequel, si Orton et JBL gagnent, Regal a déclaré qu'ils pouvaient choisir tout type de matchs extrêmes contre Triple H et John Cena lors du pay-per-view de la WWE, "One Night stand", la même chose si Cena et Triple H gagnent,. Orton et JBL ont gagné le match,. Orton a choisi un match dans lequel le lutteur qui était incapable de se relever à au 10 compte de l'arbitre, perdrait, contre Triple H,. JBL a choisi un first blood match, dans lequel pour gagner un lutteur doit faire saigner son adversaire, contre Cena,. A One Night stand, les deux hommes (Orton et JBL) ont perdu dans leurs revanches,. Pendant l'événement, Orton s'cassé sa clavicule dans son match avec Triple H.
L'histoire entre Shawn Michaels et Batista a continué, quand Batista a vaincu Chris Jericho pour gagner le droit d'affronter Michaels dans un stretcher match, un match où l'objectif est de placer l'adversaire sur une civière au bord du ring et le déplacer sur une ligne située sur la rampe d'entrée, à One Night stand,. Lors de l'événement, Batista a vaincu Michaels dans le match, mettant ainsi fin à leur rivalité.
À One Night Stand, The Big Show a battu CM Punk, Chavo Guerrero, Tommy Dreamer et John Morrison dans un five-men Singapore Cane match pour gagner un match de championnat pour le titre de l'ECW contre Kane à Night of Champions. Au cours du Draft 2008, il a été annoncé Mark Henry est ajouté, ce qui en fait un match Triple Threat. À Night of Champions, Henry a battu Kane et Big Show pour gagner le championnat de l'ECW.

## Réception
Le Qwest Center Omaha avait une capacité maximum de 17.000 places, mais la capacité a été réduite pour l'événement,. Le pay-per-view a été acheté 252.000 fois.